# Хети II (номарх Сиута)

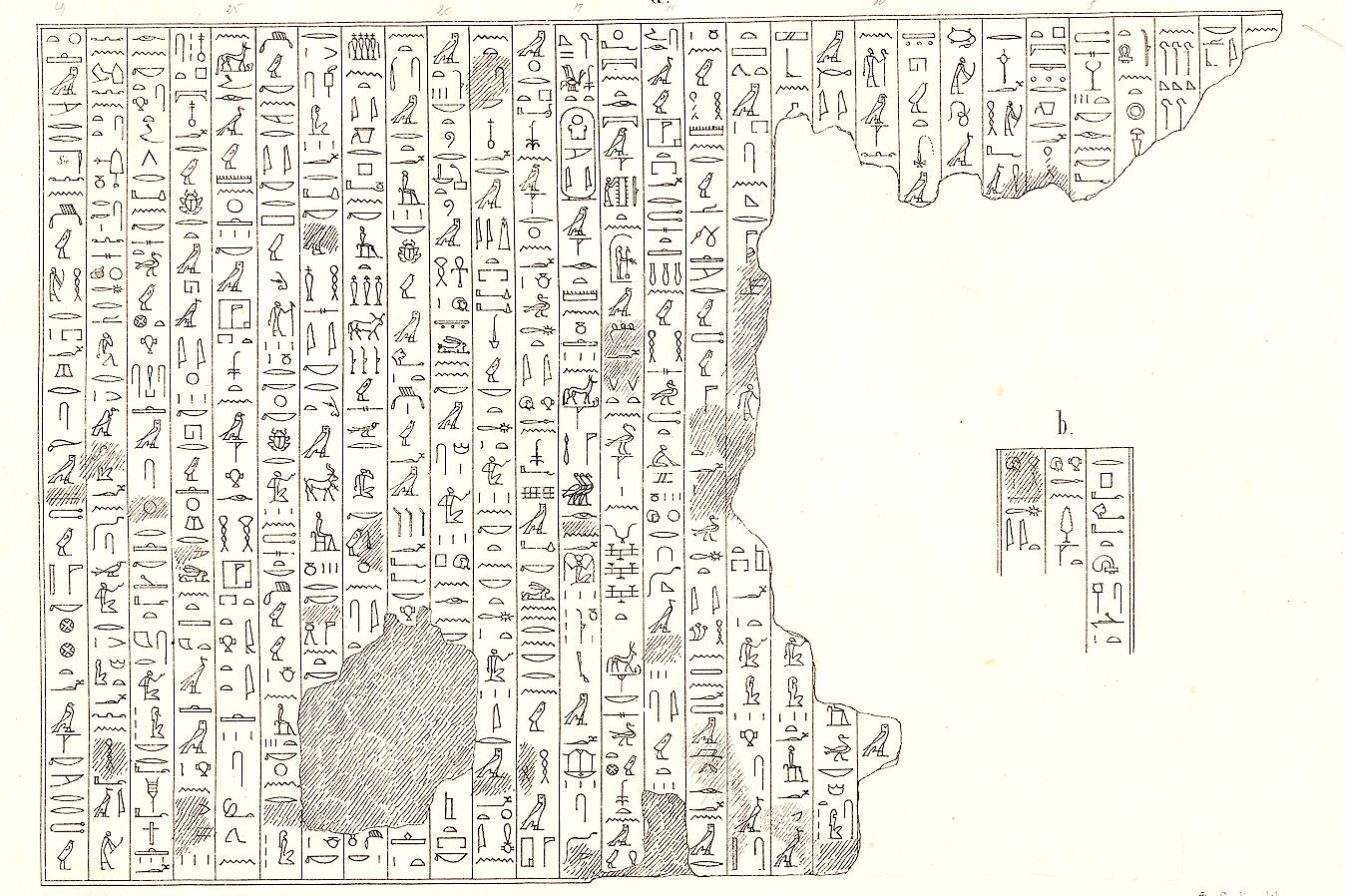
Надписи из гробницы Хети II

Хети II — номарх XIII септа (нома) Верхнего Египта с центром в Сиуте ок. XXI в. до н.э., современник и главный военачальник царя Мерикара. Сын номарха Тефьеба.
При Хети II война между Гераклеопольскими и Фиванскими царями достигла крайнего напряжения. Во фрагментарно сохранившейся надписи Хети II рассказывается о новом широкомасштабном наступлении фиванцев на гераклеополитов. Передполагается, что именно сиутский номарх Хети II, бывший в это время главной военной опорой гераклеопольских царей, при помощи своего мощного нильского флота отразил этот натиск противников с юга. Получив фактичкскую власть над гераклеопольской половиной Египта, Хети II получает пышные титулы «военачальника всей страны» и «великого предводителя Верхнего Египта».
Победа гераклеополитов на какое то время обеспечила мир и безопасность во всей стране. В надписи из гробницы Хети II говорится о мире, достигнутом благодаря заслугам сиутского номарха:

Как прекрасно то, что происходит при тебе — город удовлетворен тобой… Каждый чиновник был на своем месте, не было ни одного сражающегося, ни одного стреляющего из лука. Ребенка не убивали возле его матери, ни человека около его жены. Не было злодея в… не было ни одного человека, который бы совершал преступление по отношению к своему дому…

После смерти Хети II его ном захватили фиванцы.